# Rallye Frankreich

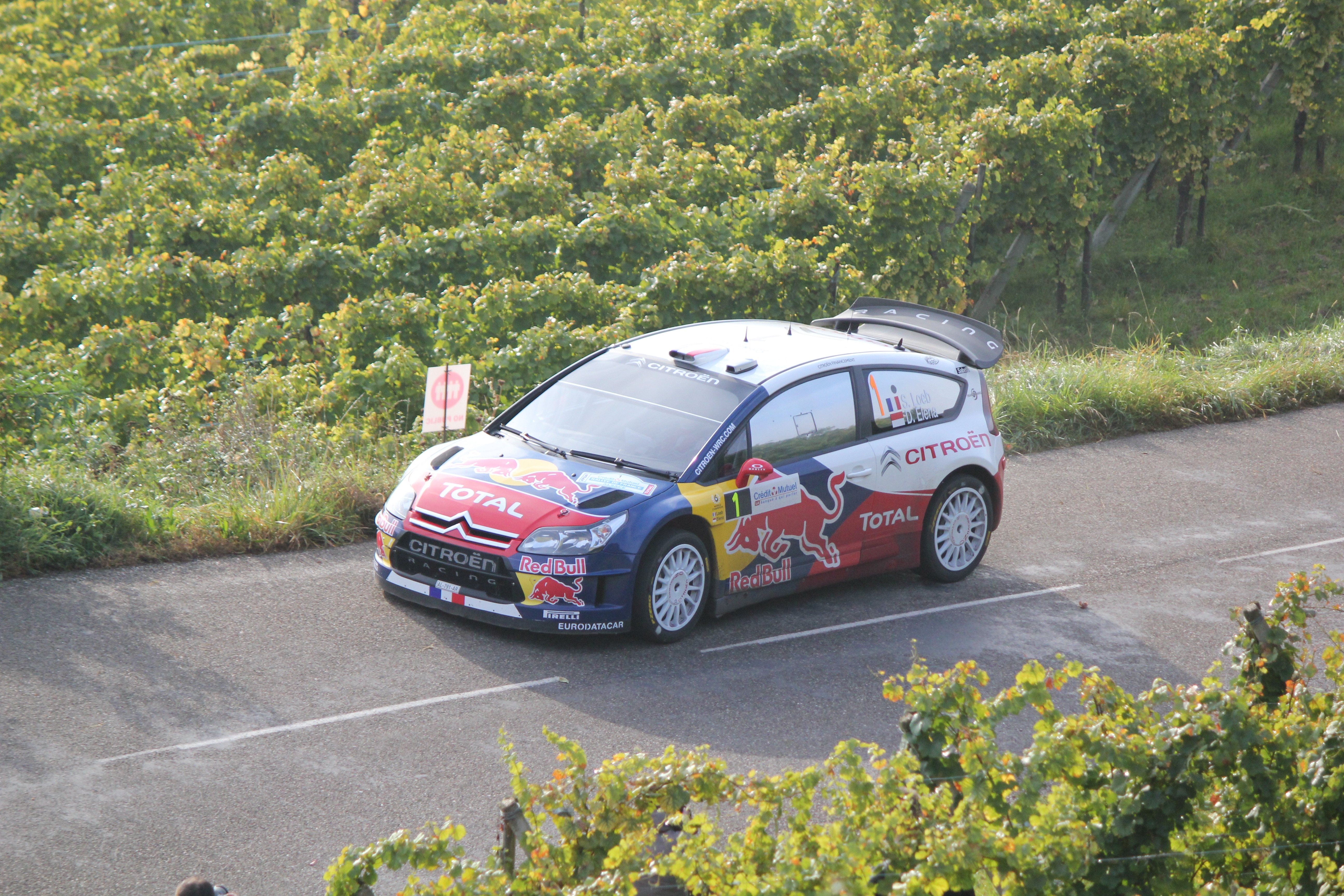
Der Citroën C4 WRC von Sébastien Loeb und Daniel Elena in den Weinbergen des Elsass 2010

Die Rallye Frankreich (offiziell Rallye de France – Alsace) war ein Lauf zur FIA Rallye-Weltmeisterschaft (WRC). Die von der FFSA veranstaltete Rallye fand im Elsass (französisch Alsace) statt. Nachdem der WRC-Status zurück zur Rallye Korsika gegangen war, wurde die Rallye nicht mehr durchgeführt.

## Geschichte
Die Rallye Frankreich wurde 2010 als elfter von dreizehn Läufen in die Wertung der Rallye-Weltmeisterschaft übernommen. Sie löste die traditionelle Tour de Corse als die französische Rallye ab. Die erste Rallye Frankreich wurde vom 30. September bis zum 3. Oktober 2010 ausgetragen. Der vom Start an ständig führende Rallyepilot Sébastien Loeb konnte auf der, in seiner Heimatstadt Haguenau ausgetragenen, abschließenden Wertungsprüfung 20 diese Rallye gewinnen und vorzeitig, als einziger Rennfahrer der bisherigen Motorsportgeschichte, seinen siebenten Weltmeistertitel in Folge sichern. Für den französischen Automobilhersteller Citroën gab es einen Dreifachsieg und den sechsten Marken-Weltmeistertitel zu feiern.
Bei der in der Saison 2011 ausgetragenen WM-Rallye gab es auf der dritten Wertungsprüfung einen Ausfall des Vorjahressiegers und Lokalmatadors Loeb. Grund war ein technisches Gebrechen. Sein Teamkollege und Landsmann Sébastien Ogier übernahm von ihm die Führung. Diese wechselte im Laufe der nächsten beiden Tage mehrfach zwischen ihm, dem Mini-Piloten Dani Sordo und dem Citroën-Privatier Petter Solberg hin und her. Am zweiten Tag, an guter vierter Stelle liegend, schied der im Mini WRC fahrende Kris Meeke durch einen Unfalls aus. Am letzten Tag der Veranstaltung konnte sich Ogier endgültig durchsetzten und gewann die Gesamtwertung mit 6,3 Sekunden Vorsprung auf Sordo. Einige Stunden nach der Rallye wurde Petter Solberg von der Veranstaltung ausgeschlossen und ihm sein dritter Rang aberkannt. Grund war, dass sein Fahrzeug bei der nachträglichen Abwaage als um vier Kilogramm zu leicht befunden wurde. Deshalb rückten alle Fahrer ab dem vierten Platz um eine Position nach vorne.
Auch 2012 und 2013 gab es durch Sébastien Loeb und Sébastien Ogier wieder Heimsiege. 2014 gewann als einziger ausländischer Fahrer Jari-Matti Latvala die Rallye de France – Alsace.

### Die Rückkehr der WRC nach Korsika
Nach dem Rücktritt von Sébastien Loeb und Daniel Elena aus der Rallye-Weltmeisterschaft, Loeb stammt aus dem Elsass und merklichem Zuschauerrückgang im Jahr 2014, wurde die Rallye ab 2015 wieder nach Korsika vergeben. Die Rallye-Weltmeisterschaft (WRC) gastierte schon zwischen 1973 und 2008 auf Korsika.

## Streckenführung
Das Fahrerlager mit der Servicezone befand sich am nordöstlichen Rand der Stadt Strasbourg nahe der deutschen Grenze. Die insgesamt 356 Kilometer langen 20 Wertungsprüfungen wurden in den durch viele Serpentinen befahrbar gemachten Weinbergen dieser Region, bergauf und bergab auf den hügeligen Waldwegen und auf dem Truppenübungsplatz Bitche in Lothringen gefahren. Das machte die Charakteristik dieser Rallye der Rallye Deutschland, einem weiteren Lauf der Rallye-Weltmeisterschaft, sehr ähnlich. Da alle Wertungsprüfungen vergleichsweise nahe am Servicepark lagen, war es auch eine der kompakteren Rallyes der Weltmeisterschaft. Die Strecke selbst wurde fast ausschließlich auf Asphalt zurückgelegt.

## Gesamtsieger
| Jahr | Rallye                       | Fahrer             | Beifahrer        | Fahrzeug              |
| ---- | ---------------------------- | ------------------ | ---------------- | --------------------- |
| 2010 | 1. Rallye de France - Alsace | Sébastien Loeb     | Daniel Elena     | Citroën C4 WRC        |
| 2011 | 2. Rallye de France - Alsace | Sébastien Ogier    | Julien Ingrassia | Citroën DS3 WRC       |
| 2012 | 3. Rallye de France - Alsace | Sébastien Loeb     | Daniel Elena     | Citroën DS3 WRC       |
| 2013 | 4. Rallye de France - Alsace | Sébastien Ogier    | Julien Ingrassia | Volkswagen Polo R WRC |
| 2014 | 5. Rallye de France - Alsace | Jari-Matti Latvala | Miikka Anttila   | Volkswagen Polo R WRC |